# High Hopes (album Bruce Springsteen)
High Hopes è il diciottesimo album in studio di Bruce Springsteen, pubblicato dalla Columbia Records nel 2014.

## Tracce
Testi e musiche di Bruce Springsteen, eccetto dove indicato.
1. High Hopes – 4:57 (Tim Scott McConnell)
2. Harry's Place – 4:04
3. American Skin (41 Shots) – 7:23
4. Just Like Fire Would – 3:56 (Chris Bailey)
5. Down in the Hole – 4:59
6. Heaven's Wall – 3:50
7. Frankie Fell in Love – 2:48
8. This Is Your Sword – 2:52
9. Hunter of Invisible Game – 4:42
10. The Ghost of Tom Joad – 7:33
11. The Wall – 4:20
12. Dream Baby Dream – 5:00 (Martin Rev, Alan Vega)

## Formazione
- Bruce Springsteen – voce principale, chitarra, armonica, banjo, mandolino, piano, organo, armonium, sintetizzatori, basso, vibrafono, batteria, percussioni, loops
- Clarence Clemons – sassofono (tracce 2, 5)
- Roy Bittan – piano, tastiera, fisarmonica
- Danny Federici – organo (tracce 5, 11)
- Nils Lofgren – chitarra, cori
- Patti Scialfa – cori
- Garry Tallent – basso
- Steven Van Zandt – chitarra, mandolino, cori
- Max Weinberg – batteria (eccetto la traccia 8)
- Soozie Tyrell - violino, chitarra, cori
- Charles Giordano - organo, fisarmonica, tastiera
- Tom Morello - chitarra (tracce 1, 2, 3, 4, 6, 9, 10, 12), voce (traccia 10)
- Jake Clemons - sassofono, cori
- Ed Manion - sassofono
- Curt Ramm - tromba
- Barry Danielian - tromba
- Clark Gayton - trombone, tuba
- Michelle Moore - cori
- Cindy Mizelle - cori
- Curtis King - cori
- Everett Bradley - cori, percussioni
- Josh Freese - batteria (traccia 8)

## Edizioni
- 2014 – CD, Columbia Records Sony Music 88843015462
- 2014 – LP (doppio), Columbia Records Sony Music 88843015461, versione in vinile 180g con allegato anche il CD
- 2014 – CD, Columbia Records Sony Music 88843032102, versione Deluxe con allegato il DVD Born in the USA Live - London 2013

## Classifiche

### Classifiche settimanali
| Classifica (2014)        | Posizione massima |
| ------------------------ | ----------------- |
| Australia                | 1                 |
| Austria                  | 2                 |
| Belgio (Fiandre)         | 1                 |
| Belgio (Vallonia)        | 2                 |
| Canada                   | 1                 |
| Croazia                  | 1                 |
| Danimarca                | 1                 |
| Finlandia                | 1                 |
| Francia                  | 2                 |
| Germania                 | 1                 |
| Giappone                 | 8                 |
| Grecia                   | 1                 |
| Irlanda                  | 1                 |
| Italia                   | 1                 |
| Norvegia                 | 1                 |
| Nuova Zelanda            | 1                 |
| Paesi Bassi              | 1                 |
| Polonia                  | 6                 |
| Portogallo               | 4                 |
| Regno Unito              | 1                 |
| Regno Unito (download)   | 4                 |
| Regno Unito (physical)   | 1                 |
| Repubblica Ceca          | 1                 |
| Scozia                   | 1                 |
| Spagna                   | 1                 |
| Stati Uniti              | 1                 |
| Stati Uniti (digital)    | 4                 |
| Stati Uniti (rock)       | 1                 |
| Stati Uniti (tastemaker) | 1                 |
| Svezia                   | 1                 |
| Svizzera                 | 1                 |
| Ungheria                 | 12                |

### Classifiche di fine anno
| Classifica (2014)  | Posizione |
| ------------------ | --------- |
| Australia          | 39        |
| Austria            | 33        |
| Belgio (Fiandre)   | 21        |
| Belgio (Vallonia)  | 58        |
| Danimarca          | 12        |
| Germania           | 40        |
| Italia             | 24        |
| Nuova Zelanda      | 26        |
| Paesi Bassi        | 22        |
| Regno Unito        | 67        |
| Spagna             | 30        |
| Stati Uniti        | 101       |
| Stati Uniti (rock) | 21        |
| Svezia             | 25        |
| Svizzera           | 21        |